# Балеарская операция
Балеарская операция (7 августа — 20 сентября 1936) — попытка республиканцев выбить националистов с Балеарских островов во время гражданской войны в Испании.

## Предыстория
Во время июльского путча 1936 года националистам удалось взять под контроль все Балеарские острова, кроме Менорки. После подавления восстания в Мадриде и Барселоне республиканцы перешли в наступление против националистов по всем направлениям. Уже 23 июля республиканская авиация нанесла бомбовый удар по Пальме и Кабрере. В начале августа каталонцы решили отбить Балеары у националистов.

## Ход событий
2 августа 1936 года колонна каталонской милиции под руководством Альберто Байо прибыла на остров Менорка, и начала готовиться к операции. На следующий день республиканская авиация совершила ещё один налёт на Пальму. 6 августа подготовка к операции была закончена. План был поддержан Центральным комитетом антифашистской милиции Каталонии и региональным правительством Каталонии; центральное правительство предпочло наблюдать, не вмешиваясь.
7 августа сформированная в Валенсии колонна милиции под руководством Мануэля Урибарри захватила остров Форментера. 8 августа сформированная в Барселоне колонна под руководством Альберто Байо (также известная как «Балеарская колонна») высадилась на острове Ивиса, и при помощи колонны Урибарри овладела им. Однако после этого между Байо и Урибарри произошёл раскол, и валенсийская колонна Урибарри вернулась на материк. Тем временем 13 августа на острове Кабрера высадились 400 анархистов, не связанных с силами Байо-Урибарри. 15 августа Байо прилетел на Кабреру и предложил анархистам высадиться на острове Драгонера, но те отказались участвовать в совместной операции и решили действовать самостоятельно, высадившись в Кала-Мандиа и Кала-Ангила.
16 августа 8000 человек под командованием Альберто Байо при поддержке значительных сил республиканского флота высадились на острове Мальорка и захватили 7 км его восточного побережья. После этого республиканцы двинулись через остров к столице провинции - городу Пальма. 
Ситуация резко изменилась, когда в конце августа на помощь испанским националистам начали прибывать итальянцы. 26 августа в Пальме высадился Арконовальдо Бонаккорси, взявший на себя командование дезорганизованными националистами. На помощь полуокружённым в Пальме националистам пришли несколько итальянских военных самолётов. Их обстрелы и бомбёжки с бреющего полёта внесли панику в ряды десантников, которые потребовали возвращения домой. 2 сентября был уничтожен размещавшийся в старой каменоломне оружейный склад республиканцев, и в ночь с 4 на 5 сентября милиция Байо начала эвакуацию с Мальорки.

## Итоги и последствия
Через неделю после поражения республиканцев на Мальорке анархисты покинули Кабреру. Бонаккорси объявил себя командующим всеми войсками националистов на Мальорке, и создал отряд «Драконы смерти». 20 сентября он во главе 500 человек высадился на острове Ивиса. В итоге из всех Балеарских островов в руках республиканцев остался только остров Менорка, который они удерживали до 1939 года.